# Christian Dünnes
Christian Dünnes (né le 16 juin 1984 à Siegen, en Rhénanie-du-Nord-Westphalie) est un joueur allemand de volley-ball. Il mesure 2,07 m et joue attaquant. Il totalise 65 sélections en équipe d'Allemagne.

## Clubs
| Club                | De        | À         |
| ------------------- | --------- | --------- |
| Düren TV            | 2003-2004 | 2004-2005 |
| Pallavolo Plaisance | 2005-2006 | 2006-2007 |
| Pallavolo Loreto    | 2007-2008 | 2007-2008 |
| Pallavolo Plaisance | 2008-2009 | 2008-2009 |
| Düren TV            | 2009-2010 | 2010-2011 |
| TSV Unterhaching    | 2011-2012 | 2012-2013 |
| VfB Friedrichshafen | 2013-2014 | 2013-2014 |
| Berlin RV           | 2014-2015 | 2014-2015 |
| UV Francfort        | 2015-2016 | 2016-2017 |

## Palmarès

### Club
- Top Teams Cup (1)
  - Vainqueur : 2006
- Championnat d'Allemagne
  - Finaliste : 2005, 2012, 2014
- Championnat d'Italie (1)
  - Vainqueur : 2009
  - Finaliste : 2007
- Coupe d'Allemagne (2)
  - Vainqueur : 2013, 2014

### Distinctions individuelles
- Meilleur joueur du championnat d'Allemagne 2011-2012